# 최대가능도 방법
최대가능도방법 (最大可能度方法, 영어: maximum likelihood method) 또는 최대우도법(最大尤度法)은 어떤 확률변수에서 표집한 값들을 토대로 그 확률변수의 모수를 구하는 방법이다. 어떤 모수가 주어졌을 때, 원하는 값들이 나올 가능도를 최대로 만드는 모수를 선택하는 방법이다. 점추정 방식에 속한다.

## 방법
어떤 모수 {\displaystyle \theta }로 결정되는 확률변수들의 모임 {\displaystyle D_{\theta }=(X_{1},X_{2},\cdots ,X_{n})}이 있고, {\displaystyle D_{\theta }}의 확률 밀도 함수나 확률 질량 함수가 {\displaystyle f}이고, 그 확률변수들에서 각각 값 {\displaystyle x_{1},x_{2},\cdots ,x_{n}}을 얻었을 경우, 가능도 {\displaystyle {\mathcal {L}}(\theta )}는 다음과 같다.
{\displaystyle {\mathcal {L}}(\theta )=f_{\theta }(x_{1},x_{2},\cdots ,x_{n})}
여기에서 가능도를 최대로 만드는 {\displaystyle \theta }는
{\displaystyle {\widehat {\theta }}={\underset {\theta }{\operatorname {argmax} }}\ {\mathcal {L}}(\theta )}
가 된다.
이때 {\displaystyle X_{1},X_{2},\cdots ,X_{n}}이 모두 독립적이고 같은 확률분포를 가지고 있다면, {\displaystyle {\mathcal {L}}}은 다음과 같이 표현이 가능하다.
{\displaystyle {\mathcal {L}}(\theta )=\prod _{i}f_{\theta }(x_{i})}
또한, 로그함수는 단조 증가하므로, {\displaystyle {\mathcal {L}}}에 로그를 씌운 값의 최댓값은 원래 값 {\displaystyle {\widehat {\theta }}}과 같고, 이 경우 계산이 비교적 간단해진다.
{\displaystyle {\mathcal {L}}^{*}(\theta )=\log {\mathcal {L}}(\theta )=\sum _{i}\log f_{\theta }(x_{i})}

## 예제: 가우스 분포
평균 {\displaystyle \mu }와 분산 {\displaystyle \sigma ^{2}}의 값을 모르는 정규분포에서 {\displaystyle x_{1},x_{2},\cdots ,x_{n}}의 값을 표집하였을 때, 이 값들을 이용하여 원래 분포의 평균과 분산을 추측한다. 이 경우 구해야 하는 모수는 {\displaystyle \theta =(\mu ,\sigma )}이다. 정규분포의 확률 밀도 함수가
{\displaystyle f_{\mu ,\sigma }(x_{i})={\frac {1}{{\sqrt {2\pi }}\sigma }}\exp({\frac {-(x_{i}-\mu )^{2}}{2\sigma ^{2}}})}
이고, {\displaystyle x_{1},x_{2},\cdots ,x_{n}}가 모두 독립이므로
{\displaystyle {\mathcal {L}}(\theta )=\prod _{i}f_{\mu ,\sigma }(x_{i})=\prod _{i}{\frac {1}{{\sqrt {2\pi }}\sigma }}\exp({\frac {-(x_{i}-\mu )^{2}}{2\sigma ^{2}}})}
양변에 로그를 씌우면
{\displaystyle {\mathcal {L}}^{*}(\theta )=-{\frac {n}{2}}\log {2\pi }-n\log \sigma -{\frac {1}{2\sigma ^{2}}}\sum _{i}{(x_{i}-\mu )^{2}}}
가 된다. 식의 값을 최대화하는 모수를 찾기 위해, 양변을 {\displaystyle \mu }로 각각 편미분하여 0이 되는 값을 찾는다.
{\displaystyle {\frac {\partial }{\partial \mu }}{\mathcal {L}}^{*}(\theta )={\frac {1}{\sigma ^{2}}}\sum _{i}(x_{i}-\mu )}
{\displaystyle ={\frac {1}{\sigma ^{2}}}(\sum _{i}x_{i}-n\mu )}
따라서 이 식을 0으로 만드는 값은 {\displaystyle {\widehat {\mu }}=(\sum _{i}x_{i})/n}으로, 즉 표집한 값들의 평균이 된다. 마찬가지 방법으로 양변을 {\displaystyle \sigma }로 편미분하면
{\displaystyle {\frac {\partial }{\partial \sigma }}{\mathcal {L}}^{*}(\theta )=-{\frac {n}{\sigma }}+{\frac {1}{\sigma ^{3}}}\sum _{i}(x_{i}-\mu )^{2}}
따라서 이 식을 0으로 만드는 값은 다음과 같다.
{\displaystyle \sigma ^{2}=\sum _{i}(x_{i}-\mu )^{2}/n}

## 참고 문헌
- Lehmann, E. L.; Casella, G. (1998). 《Theory of Point Estimation》 (영어) 2판. Springer. ISBN 0-387-98502-6.
- Shao, Jun (1998). 《Mathematical Statistics》 (영어). New York: Springer. ISBN 0-387-98674-X.

## 같이 보기
- 가능도
- 추정량
- 기댓값 최대화 알고리즘